# Färjestads BK 2011/2012
Elitserien i ishockey 2011/2012 blir Färjestads BK:s 37:e säsong i Elitserien i ishockey. 

## Försäsong
Färjestads BK spelade under försäsongen i European Trophy 2011 i West Division-gruppen.

## Elitserien
| Nr | Lag             | S  | V  | O  | F  | ÖV | ÖF | SV | SF | GM  | IM  | MS  | P   |
| -- | --------------- | -- | -- | -- | -- | -- | -- | -- | -- | --- | --- | --- | --- |
| 1  | Luleå HF        | 55 | 25 | 17 | 13 | 3  | 4  | 5  | 5  | 128 | 104 | +24 | 100 |
| 2  | Skellefteå AIK  | 55 | 26 | 12 | 17 | 0  | 1  | 5  | 6  | 148 | 125 | +23 | 95  |
| 3  | HV71            | 55 | 22 | 17 | 16 | 4  | 2  | 5  | 6  | 151 | 130 | +21 | 92  |
| 4  | Brynäs IF       | 55 | 25 | 11 | 19 | 1  | 3  | 5  | 2  | 148 | 140 | +8  | 92  |
| 5  | Frölunda HC     | 55 | 22 | 16 | 17 | 3  | 4  | 5  | 4  | 140 | 113 | +27 | 90  |
| 6  | Färjestad BK    | 55 | 23 | 14 | 18 | 1  | 2  | 3  | 8  | 124 | 124 | 0   | 87  |
| 7  | AIK             | 55 | 19 | 17 | 19 | 4  | 3  | 4  | 6  | 146 | 132 | +14 | 82  |
| 8  | Modo Hockey     | 55 | 19 | 14 | 22 | 4  | 2  | 4  | 4  | 146 | 147 | −1  | 79  |
| 9  | Växjö Lakers HC | 55 | 18 | 15 | 22 | 0  | 2  | 8  | 5  | 124 | 133 | −9  | 77  |
| 10 | Linköpings HC   | 55 | 17 | 14 | 24 | 3  | 3  | 4  | 4  | 120 | 138 | −18 | 72  |
| 11 | Djurgårdens IF  | 55 | 15 | 17 | 23 | 2  | 2  | 8  | 5  | 123 | 144 | −21 | 72  |
| 12 | Timrå IK        | 55 | 10 | 14 | 31 | 4  | 1  | 4  | 5  | 115 | 183 | −68 | 52  |

Data hämtade från Svenska Ishockeyförbundet

## Transaktioner[2]
| Nyförvärv till Färjestads BK | Nyförvärv till Färjestads BK | Nyförvärv till Färjestads BK |
| ---------------------------- | ---------------------------- | ---------------------------- |
| Spelare                      | Tidigare klubb               | Kontrakterad                 |
| Peter Wennerström            | Bofors IK                    | 2 år                         |
| Johan Larsson                | Bofors IK                    | 2 år                         |
| Joakim Hillding              | Växjö Lakers                 | 2 år                         |
| Fredrik Pettersson-Wentzel   | Almtuna IS                   | 2 år                         |
| Fredrik Sjöström             | Toronto Maple Leafs          | 1 år                         |
| Hannes Hyvönen               | HIFK                         | 1 år                         |
| Stefan Meyer                 | Abbotsford Heat              | 1 år                         |

| Förlänger med Färjestads BK | Förlänger med Färjestads BK |
| --------------------------- | --------------------------- |
| Spelare                     | Kontrakterad                |
| Christopher Nihlstorp       |                             |
| Magnus Nygren               | 2 år                        |
| Oscar Klefbom               |                             |
| Per Åslund                  | 4 år                        |
| Robin Sterner               |                             |
| Erik Thorell                | 2 år                        |
| Anton Grundel               | 3 år                        |
| Marius Holtet               | 2 år                        |

| Lämnar Färjestads BK | Lämnar Färjestads BK |
| -------------------- | -------------------- |
| Spelare              | Nytt lag             |
| Pelle Prestberg      | Leksands IF          |
| Jonas Junland        | Barys Astana         |
| Emil Kåberg          | Örebro HK            |
| Henrik Björklund     | Örebro HK            |
| Andro Michel         | Örebro HK            |
| Dick Axelsson        | Modo Hockey          |
| Alexander Salak      | Rockford IceHogs     |
| Markus Karlsson      | Borås Hockey         |
| Mattias Sjögren      | Washington Capitals  |
| Filip Gunnarsson     | Vienna Capitals      |

| Lämnar Färjestads BK under säsongen | Lämnar Färjestads BK under säsongen | Lämnar Färjestads BK under säsongen |
| ----------------------------------- | ----------------------------------- | ----------------------------------- |
| Spelare                             | Nytt lag                            | Datum                               |
| Fredrik Sjöström                    | Frölunda HC                         | 14 november                         |